# Starrenburgerpolder
De Starrenburgerpolder is een polder en voormalig waterschap in de Nederlandse provincie Zuid-Holland, in de gemeente Voorschoten.
Aan de zuidwestzijde grenst de polder aan de Knippolder, aan de zuidoostzijde aan de Vliet aan de noordoostzijde aan de Binnenpolder en aan de noordwestzijde aan de hoge grond gevormd door de strandwal bij de Veurseweg.
Het waterschap was verantwoordelijk voor de vervening, drooglegging en de waterhuishouding in de gelijknamige polder. Onderdeel van die waterhuishouding was de Starrenburgerpoldermolen, die sinds 1707 langs de Vliet stond.
In 2015 werd een deel van het tracé van het Romeinse Kanaal van Corbulo opgegraven.